# スタジオ・プラスエー
株式会社スタジオプラスエー（英文名称：Studio Plus-a Co.,Ltd.）はテレビのバラエティ番組の企画・構成・撮影・編集からアニメーション・CG制作・DVD制作にいたるまで、映像制作全般をマルチに行う制作プロダクション会社である。1988年設立。

## 会社概要
- 本社：東京都新宿区
- 代表取締役：是枝つとむ

## 主な制作作品
- ラブハリケーン2
- ラブハリケーン3
- エンタ☆天国!-楽園の女神たち-
- 美少女デラックスTV
- 美少女DXTVII
- 地球少女アルジュナ CGパート
- 呪怨 Vシネ版 CGパート
- さくら堂コラボレーションBOX Because of you 熊田曜子
- CM森永ぬーぼーホールズケンタッキーフライドチキン電気事業連合会宇津救命丸NTTウイークエンドコールN響コンサート
- 他CM制作、番組製作、CG制作などを多数担当。

## 主なレーベル作品
- Dolls Style Act.1 「Yummi!」松嶋めぐみ（大堀恵）
- Dolls Style Act.2 「Kanna」海老沢神菜
- Dolls Style Act.3 「Danzatore」中川愛美（関口愛美）
- Dolls Style Act.4 「Angela」島崎麻衣
- Dolls Style Act.5 「Colorful」本橋優華